# Moacyr Ramos Calhelha

## Biografia
Moacyr Ramos Calhelha foi o narrador, radialista, dublador, tradutor, professor de línguas, escritor.
Moacyr Ramos Calhelha nasceu no Brasil em 1919. Sua mãe morreu apenas alguns meses após seu nascimento, e seu pai faleceu quando ele tinha apenas 3 anos de idade. Sua irmã, Daura Calhelha, 18 anos mais velha, criou ele junto com seu marido, Jorge Magalhães. Moacyr cursou o ensino fundamental e ginásio no Brasil.  Porém, em 1938, ganhou uma bolsa para estudar na Universidade de Niagara, nos EUA, onde cursou o ensino superior. Formou-se bacharel em Quimica muito embora nunca tenha exercido a profissão.
Moacyr largou a faculdade durante a segunda guerra mundial, e alistou-se no exército brasileiro, trabalhando de Washington D.C. na divisão de comunicação (Signal Corps). Em maio de 1943, ele casou-se com Maria Ospina, natural de Bogota na Colômbia. Tiveram juntos dois filhos: Daura M. Calhelha (11 de Fevereiro de 1944) e Moacyr R. Calhelha Junior (7 de Junho de 1948). Posteriormente Calhelha casou-se em N.York com Fanny Gnecco, em 1969, tambem colombiana e artista plastica, e teve um filho Rodrigo Calhelha, (05 de novembro de 1970) com quem viveu ate o fim de seus dias, na cidade de Águas de Lindoia, SP, Brasil.
Profissionalmente, Calhelha teve uma careira bem diversificada, com passagens tanto pela televisão (Bandeirantes - TV Cultura SP) como no rádio(Radio Tamoio- Radio Bandeirantes Am- Radio Capital Am) realizando a locução de créditos nos EUA, onde também trabalhou para a Twentieth Century Fox realizando traduções e narrações do Inglês para o Português, como freelancer, entre outros trabalhos. Trabalhou para a Metro Goldyn Mayer e para a Walt Disney, também realizou entrevistas épicas de icones mundiais como por exemplo a famosa entrevista com Alfred Hitchcock.
Sua voz marcante e profunda, usada na dublagem de vários filmes Norte Americanos, é até hoje reconhecida no Brasil. Quando ele retornou ao seu país em 1970, trabalhou como âncora de rádio, e realizou gravações tanto artísticas como comerciais. Uma de suas perolas e sua versão de "A Tabacaria" de Fernando Pessoa.
Sua gravação mais bem conhecida é a de "Jonathan Livingston Gaivota", uma adaptação radiofônica baseada no Livro de Richard Bach, publicado em 1970 - publicado originalmente nos Estados Unidos com o título de "Jonathan Livingston Seagull — a story"
Tradução da mini biografia original escrita por Daura Calhelha de Assis
1. ↑  Guilherme Canela de Souza Godoi (20 de outubro de 1998). «Entrevista com Ramos Calhelha». Observatório da Imprensa. Consultado em 22 de abril de 2015
2. ↑  http://mais.uol.com.br/view/5zwrddoe0nnu/jonathan-gaivota-narracao-moacyr-ramos-calhelha-04020E9B3472E0B94326
3. ↑  http://www.imdb.com/name/nm1117640/bio?ref_=nm_ov_bio_sm